# Articlave
Articlave is een plaats in het Noord-Ierse County Londonderry. Articlave telt 801 inwoners. Van de bevolking is 79,2% protestant en 18,1% katholiek.